# Pheia bisigna
Pheia bisigna là một loài bướm đêm thuộc phân họ Arctiinae, họ Erebidae.